# NGC 7404
NGC 7404 is een elliptisch sterrenstelsel in het sterrenbeeld Kraanvogel. Het hemelobject werd op 4 oktober 1836 ontdekt door de Britse astronoom John Herschel.

## Synoniemen
- IC 5260
- ESO 346-10
- MCG -7-47-1
- PGC 69964